# Stenorrhoe
Stenorrhoe là một chi bướm đêm thuộc họ Geometridae.